# Pico Blue Mountain
Pico Blue Mountain o Pico Montaña Azul (en inglés: Blue Mountain Peak) es la montaña más alta del país caribeño de Jamaica con 2.256 metros (7402 pies). Se encuentra en el límite entre las parroquias de Portland y Santo Tomás de Jamaica. En sus laderas se cultiva el conocido Jamaican Blue Mountain Coffee (es decir, el café jamaicano de la Montaña Azul).
Las Montañas Azules son consideradas por muchos como un paraíso de excursionistas y campistas. La tradicional caminata a la Montaña Azul abarca 7 millas (10 km) de excursión hasta la cima. Los jamaiquinos prefieren llegar a la cima al amanecer, por lo que la caminata de 3 o 4 horas se suele realizar en la oscuridad. Esto también se hace porque el cielo está muy claro en la mañana y es posible ver  Cuba a lo lejos. Algunas de las plantas que se encuentran en el Pico de la Montaña Azul no se puede encontrar en ninguna otra parte del mundo y son a menudo especies pequeñas.
El Pico de la Montaña Azul forma parte del Parque nacional Montes Blue y de John Crow, que fue inscrito por la UNESCO como Patrimonio de la Humanidad en el año 2015.